# Cajamarca (Tolima)
Cajamarca és un municipi del departament colombià de Tolima. Fou fundada l'any 1867.